# 제주 초씨
제주 초씨(濟州肖氏)는 제주특별자치도를 본관으로 하는 한국의 성씨이다. 초씨는 고려시대 원나라에서 건너와 제주도에 정착하였다. 중국 한나라 사람인 초고도(肖古道)가 원래 자신의 성인 조씨(趙氏)의 조자(趙字)에서 주(走)를 떼고 초씨(肖氏)로 개성하였다는 설이 있다. 조선시대 초성기(肖星起)가 통정대부(通政大夫)에 올랐다. 후손들은 제주특별자치도 제주시 구좌읍에 집성촌을 이루어 살고 있다.

## 연원
『조선씨족통보(朝鮮氏族統譜)』에 의하면 초씨는 원나라에서 건너왔다고 한다. 중국 한나라 사람인 초고도(肖古道)가 원래 자신의 성인 조씨(趙氏)의 조자(趙字)에서 주(走)를 떼고 초씨(肖氏)로 개성하였다는 전설이 있다.

## 인물
조선시대에 통정대부(通政大夫)에 오른 초성기(肖星起)가 있다.

## 집성촌
제주특별자치도 제주시 구좌읍

## 인구
대한민국 통계청의 인구조사에 의하면 제주 초씨는
1985년에는 총 6가구 30명,
2000년에는 총 4가구 14명이 있는 것으로 조사되었다.